# Sagüera de Luna
Sagüera de Luna es una localidad del municipio de Los Barrios de Luna situada en la comarca de Luna, en León, España, distante 3 km de la carretera, a la orilla del río de Sagüera. Está enclavado en una zona declarada como reserva de la biosfera e incluido en el catálogo de Espacios Naturales de Castilla y León. El terreno comunal, muy montañoso, tiene una superficie aproximada de 4 km².
No es un pueblo abandonado, ni tampoco es un pueblo deshabitado, pero casi. Dista 8 km de Los Barrios de Luna y 43 km de León.
Limita al norte con montes de titularidad pública que pertenecieron al antiguo pueblo de Mirantes hoy desaparecido bajo el Embalse de Barrios de Luna, al este con Portilla de Luna, al sur con Mora de Luna y al oeste con Los Barrios de Luna.
El gobierno de los asuntos locales lo ejerce el alcalde pedáneo por el sistema de concejo abierto.
La iglesia está dedicada a San Andrés y celebran la fiesta en la octava del Corpus.
El clima, como el de la montaña occidental leonesa, es frío con una media de 18º el mes más caluroso y 1º el mes más frío, siendo las temperaturas mínima y máxima absolutas de -25º y 36º. La precipitación media anual es de 1200mm, con unos 45 días de nieve al año.

## Comunicaciones
A Sagüera se llega desde Mora de Luna por un camino vecinal bastante estrecho, de 3 km de longitud. 

## Evolución demográfica
| 2000 | 2001 | 2002 | 2003 | 2004 | 2005 | 2006 | 2007 | 2008 | 2009 | 2010 | 2011 |
| 10   | 10   | 11   | 10   | 9    | 8    | 7    | 7    | 7    | 5    | 4    | 5    |

## Historia
El pueblo, según la tradición oral, debe su existencia y su emplazamiento a que «cuando Dios sembró los pueblos, en un descuido, este se le cayó del cesto».[cita requerida]
En el Catastro del Marqués de la Ensenada de 1752 figura con 8 vecinos, perteneciente al señorío de los condes de Luna.
La economía tradicional estaba basada en el pastoreo de ganado ovino. Varias familias de Sagüera eran dueñas de rebaños trashumantes. La agricultura, muy limitada, estaba orientada al autoabastecimiento y al cereal de secano. La población se ha mantenido estable en unos 10 - 12 vecinos hasta la mitad del siglo XX. Desde entonces, por la muerte de los más ancianos y el éxodo de los jóvenes no compensado con nuevos nacimientos ni con la llegada de nuevos vecinos, decrece paulatinamente.
El pueblo sufrió un incendio en el verano de 1910 que lo destruyó completamente. Al tener los tejados de paja las llamas se propagaron rápidamente y como la gente estaba trabajando en el campo no pudieron salvar ni animales ni nada. En 1936 – 1937 quedó entre las líneas de separación de los contendientes de la guerra civil; sufrió saqueos por parte de los milicianos y la población se trasladó temporalmente a Mora.
Siempre ha estado muy unido a Mora, que era el lugar de paso obligatorio, donde se podían dejar las caballerías y aprovisionarse de lo más básico. Al haber muy pocos niños en edad escolar, muchos años no tenían maestro, lo que les obligaba a ir a la escuela de Mora y quedarse allí muchas veces durante la semana.